# أسماك العفر
أسماك العِفر أو العِفريات (الاسم العلمي: Caproidae)، هي فصيلة صغيرة من الأسماك البحرية تتكون من جنسين و12 نوعًا. وضعت سابقًا في رتبة الضوريات مع الضورية، ولكن الآن توضع مع الفرخيات نظرًا لأن لها العديد من خصائص  الفرخيات، على سبيل المثال الهيكل العظمي لها الذيلي. تعود أصول أسماك العفر إلى المحيط الهندي والأطلسي والمحيط الهادئ، حيث توجد بشكل أساسي على أعماق تقل عن 50 مترًا (160 قدمًا).
تمتلك أسماك العفر أجسامًا عميقة ورقيقة. بشكل عام هي أسماك صغيرة القد، مع وجود عدد قليل فقط من الأنواع المعروف أنها تصل إلى أقصى طول إجمالي يبلغ 30 سم (12 بوصة). ألوانها الأحمر والوردي والفضي.
يعود تاريخ أقدم حفريات لأسماك العفر التي حُددت إلى الفترة الفجرية الوسطى من العصر الثلاثي المبكر، أو ما يقرب من 48.6 إلى 40 مليون سنة مضت.